# Nikita Vitiugov
Nikita Kirillovitch Vitiougov (russe : Никита Кириллович Витюгов, transcription anglaise Vitiugov) est un grand maître international d'échecs russe né le 4 février 1987 et champion de Russie en 2021.
Au 1er mars 2021, il est le 5e joueur russe et le  26e joueur mondial avec un  son classement Elo de 2 715 points.

## Biographie et carrière

### Vice-champion du monde junior (2006)
Vitiougov fut vice-champion du monde junior en 2006 après avoir remporté la médaille d'argent au championnat d'Europe des moins de 18 ans en 2005.

### Champion de Russie (2021)
Vitiougov participa à la finale du championnat de Russie à quinze reprises de 2006 à 2021 (il fut absent en 2011). Il finit :
- avant-dernier en 2006 (11e), 2012 (8e-9e sur 10 joueurs) et 2018 (10e-11e) ;
- quatrième ex æquo en  2007 et 2008 ;
- seul troisième en 2009 (parmi 10 joueurs) et 2015 ;
- troisième ex æquo parmi 10 joueurs en 2013 et 2014 ;
- cinquième ex æquo en 2010 ;
- sixième ex æquo en 2016 ;
- 1er-2e en 2017 ;
- 2e-4e en 2019 ;
- septième ex æquo en 2020.

En 2017, Vitiougov finit premier-deuxième à égalité de points avec Peter Svidler mais perdit le match de départage (0-2).
Il remporte le championnat de Russie en octobre 2021 avec 7 points marqués sur 11 (trois victoires et huit nulles).

### Tournois internationaux
En 2011, Vitiougov finit premier de l'open Aeroflot, ex æquo avec Tomachevski et Lê Quang Liêm (Lë remporta le tournoi au départage). 
En janvier 2013, il remporta l'open de Gibraltar en battant lors du match de départage Nigel Short (il avait terminé premier ex æquo avec trois autres joueurs à 8 sur 10).
La même année, il finit quatrième ex æquo du mémorial Alekhine à Paris et Saint-Pétersbourg.
En 2018, il finit troisième ex æquo du tournoi Grenke de Baden-Baden et Karlsruhe avec 5 points sur 9 derrière les deux meilleurs joueurs mondiaux, Caruana et Carlsen.
En 2019, il remporte le tournoi principal (Masters) du festival de Prague devant l'Indien  Vidit Santosh Gujrathi  et les Polonais Jan-Krzysztof Duda et Radosław Wojtaszek.
En octobre 2019, il finit troisième ex æquo (huitième au départage) de l'Open Grand Suisse FIDE chess.com à l'Île de Man avec 7,5 points sur 11, ex æquo avec Alekseïenko, Anton Guijarro, Carslen, Aronian et Nakamura.

### Coupes du monde d'échecs
Vitiougov a participé à sept coupes du monde consécutives :
| Année | Lieu            | Résultat                            | Ultime adversaire     | Adversaires battus                                             |
| ----- | --------------- | ----------------------------------- | --------------------- | -------------------------------------------------------------- |
| 2007  | Khanty-Mansiïsk | premier tour                        | Konstantin Sakaïev    |                                                                |
| 2009  | Khanty-Mansiïsk | quatrième tour (huitième de finale) | Sergueï Kariakine     | Abhijeet Gupta, Gilberto Milos Konstantin Sakaïev              |
| 2011  | Khanty-Mansiïsk | troisième tour                      | Vladimir Potkine      | Alekseï Bezgodov, Anton Korobov                                |
| 2013  | Tromsø          | troisième tour                      | Aleksandr Morozevitch | Conrad Holt, Markus Ragger                                     |
| 2015  | Bakou           | deuxième tour                       | Lê Quang Liêm         | Samvel Ter-Sahakian                                            |
| 2017  | Tbilissi        | deuxième tour                       | Ievgueni Naïer        | Kaido Külaots                                                  |
| 2019  | Khanty-Mansiïsk | quart de finale                     | Yu Yangyi             | Frode Urkedal, Niclas Huschenbeth Sergueï Kariakine, Wesley So |
| 2021  | Sotchi          | quatrième tour                      | Peter Svidler         | Vojtěch Plát Alexeï Chirov                                     |
| 2023  | Bakou           | troisième tour                      | Ferenc Berkes         | Daniel Fridman                                                 |

### Compétitions par équipe

#### Championnats du monde et d'Europe par équipes
Vitiougov a remporté avec l'équipe de Russie les championnats du monde par équipes en janvier 2010 et en 2013. En 2017, il remporta la médaille de bronze par équipe lors du championnat du monde. 

#### Championnats d'Europe par équipe
Lors du championnat d'Europe d'échecs des nations de 2017, il remporta la médaille d'or individuelle au troisième échiquier et la médaille d'argent par équipe. En 2019, il jouait au deuxième échiquier et la Russie remporta la médaille d'or par équipe.

#### Olympiades
Lors de l'Olympiade d'échecs de 2010,il fut sélectionné au troisième échiquier de l'équipe russe qui remporta la médaille d'argent.En 2018, après sa deuxième place au championnat de Russie en 2017, il fut sélectionné au quatrième échiquier de la Russie qui remporta la médaille de bronze par équipe lors de l'Olympiade de Batoumi.